# Гомес, Хорхе (футболист, 1968)
Хорхе Гомес (исп. Jorge Luis Gómez Carreño род. 14 сентября 1968, Сан-Висенте-де-Тагуа-Тагуа, О’Хиггинс) — чилийский футболист, защитник. Известен своими выступлениями за такие клубы, как «О’Хиггинс», «Универсидад Католика», «Кобрелоа» и другие. Также выступал за сборную Чили.

## Биография
Хорхе Гомес родился 14 сентября 1968 года в Сан-Висенте-де-Тагуа-Тагуа, Чили. Свою профессиональную карьеру он начал в 1987 году в клубе «О’Хиггинс», где провёл четыре сезона. В 1992 году он перешёл в «Универсидад Католика», с которым достиг финала Кубка Либертадорес в 1993 году.
В 1994 году Гомес играл за «Депортес Антофагаста», а затем вернулся в «О’Хиггинс» на один сезон. В 1996 году он снова выступал за «Универсидад Католика», после чего перешёл в «Депортес Темуко», где провёл успешный сезон, что привело к его вызовам в сборную Чили.
С 1998 по 2000 год Гомес играл за «Кобрелоа», а затем выступал за «Депортес Пуэрто-Монт» и «Унион Сан-Фелипе». Завершил свою карьеру в 2005 году в клубе «О’Хиггинс».
В сборной Чили Гомес дебютировал 11 июня 1997 года в матче Кубка Америки против Парагвая. Всего он провёл 7 матчей за национальную команду, не забив ни одного гола.